# Малий Лог
Малий Лог (словен. Mali Log) — поселення в общині Лошкий Поток, регіон Південно-Східна Словенія, Словенія. Висота над рівнем моря: 810,4 м.